# Klagenfurtvidéki járás
A Klagenfurtvidéki járás (németül Bezirk Klagenfurt-Land) közigazgatási egység Ausztriában, Karintia tartományban.  Lakosainak száma 59 800 fő (2019. január 1.). Székhelye a járáshoz nem tartozó Klagenfurt am Wörthersee.

## Földrajz
Klagenfurtvidéki járás Villachvidéki, Feldkircheni, Sankt Veit an der Glan-i, Völkermarkti és Klagenfurt am Wörthersee járásokkal határos. Délen Szlovéniával, azon belül Jesenice, Žirovnica és Tržič községekkel szomszédos.
A Klagenfurtot övező járás a tartomány déli részén fekszik.
Nagyobbik része a Klagenfurti-medencéhez tartozik. Itt található a Wörthi-tó. Délen a Karavankák vonulatai húzódnak, melytől északra a Dráva völgye helyezkedik el.

## Települések
A járás 19 községre (Gemeinde) oszlik, ebből 1 város (Stadt) és 8 mezőváros (Marktgemeinde). (Az alábbi listában zárójelben a szlovén név szerepel.)
Város
- Ferlach (Borovlje)

Mezőváros
- Ebenthal in Kärnten (Žrelec)
- Feistritz im Rosental (Bistrica v Rožu )
- Grafenstein (Grabštanj)
- Magdalensberg (Štalenska gora)
- Maria Saal (Gospa Sveta)
- Moosburg (Možberk)
- Poggersdorf (Pokrče)
- Schiefling am Wörthersee (Škofiče)

Község
- Keutschach am See (Hodiše ob jezeru)
- Köttmannsdorf (Kotmara vas)
- Krumpendorf am Wörthersee (Kriva Vrba)
- Ludmannsdorf (Bilčovs)
- Maria Rain (Žihpolje)
- Maria Wörth (Otok)
- Pörtschach am Wörther See (Poreče ob Vrbskem jezeru)
- Sankt Margareten im Rosental (Šmarjeta v Rožu)
- Techelsberg am Wörther See (Teholica ob Vrbskem jezeru)
- Zell (Sele)